# Yvon Le Roux
Yvon Le Roux (Plouvorn, 19 april 1960) is een Frans voormalig professioneel voetballer die tussen 1977 en 1990 als verdediger actief was voor Stade Brestois, AS Monaco, FC Nantes, Olympique Marseille en Paris Saint-Germain. In 1983 debuteerde hij in het Frans voetbalelftal, waarvoor hij achtentwintig interlands speelde en eenmaal doel trof.

## Clubcarrière
Le Roux speelde in de jeugdopleiding van Stade Brestois en bij die club brak hij in 1977 door in het eerste elftal. Hij kwam in zes jaar tijd tot 167 optredens en de verdediger kwam tot 23 doelpunten. In 1983 maakte hij de overstap naar AS Monaco, waarmee hij in 1985 de beker wist te winnen. Via FC Nantes kwam hij in 1987 bij Olympique Marseille terecht. In zijn tweede seizoen voor l'OM werd beslag gelegd op de landstitel en de beker. Na dit seizoen speelde hij nog één jaar bij Paris Saint-Germain, voordat hij zijn carrière beëindigde in 1990.

## Interlandcarrière
Zijn debuut voor het Frans voetbalelftal maakte Le Roux op 23 april 1983, toen met 4–0 gewonnen werd van Joegoslavië. De verdediger mocht van bondscoach Michel Hidalgo in de basis beginnen en hij speelde het gehele duel mee. Al in de tweeëntwintigste minuut had hij een doelpunt gemaakt. De andere debutant dit duel was José Touré (FC Nantes). Op het EK 1984 speelde Le Roux in drie van de zes wedstrijden mee. Frankrijk won de Europese titel door in de finale met 2–0 te winnen van Spanje. De doelpunten werden gemaakt door aanvoerder Michel Platini en Bruno Bellone. Ook op het WK 1986 werd Le Roux meegenomen. Hij speelde enkel de troostfinale, tegen België (2–4 winst) mee.

### Gespeelde interlands
| Interlands van Le Roux voor Frankrijk | Interlands van Le Roux voor Frankrijk | Interlands van Le Roux voor Frankrijk      | Interlands van Le Roux voor Frankrijk | Interlands van Le Roux voor Frankrijk | Interlands van Le Roux voor Frankrijk |
| №                                     | Datum                                 | Wedstrijd                                  | Uitslag                               | Competitie                            | Goals                                 |
| Als speler van Stade Brestois         | Als speler van Stade Brestois         | Als speler van Stade Brestois              | Als speler van Stade Brestois         | Als speler van Stade Brestois         | Als speler van Stade Brestois         |
| ------------------------------------- | ------------------------------------- | ------------------------------------------ | ------------------------------------- | ------------------------------------- | ------------------------------------- |
| 1                                     | 23 april 1983                         | Frankrijk – Joegoslavië                    | 4 – 0                                 | Vriendschappelijk                     | 22'                                   |
| 2                                     | 31 mei 1983                           | België – Frankrijk                         | 1 – 1                                 | Vriendschappelijk                     |                                       |
| Als speler van AS Monaco              |                                       |                                            |                                       |                                       |                                       |
| 3                                     | 7 september 1983                      | Denemarken – Frankrijk                     | 3 – 1                                 | Vriendschappelijk                     |                                       |
| 4                                     | 5 oktober 1983                        | Frankrijk – Spanje                         | 1 – 1                                 | Vriendschappelijk                     |                                       |
| 5                                     | 12 november 1983                      | Joegoslavië – Frankrijk                    | 0 – 0                                 | Vriendschappelijk                     |                                       |
| 6                                     | 29 februari 1984                      | Frankrijk – Engeland                       | 2 – 0                                 | Vriendschappelijk                     |                                       |
| 7                                     | 28 maart 1984                         | Frankrijk – Oostenrijk                     | 1 – 0                                 | Vriendschappelijk                     |                                       |
| 8                                     | 18 april 1984                         | Frankrijk – West-Duitsland                 | 1 – 0                                 | Vriendschappelijk                     |                                       |
| 9                                     | 1 juni 1984                           | Frankrijk – Schotland                      | 2 – 0                                 | Vriendschappelijk                     |                                       |
| 10                                    | 12 juni 1984                          | Frankrijk – Denemarken                     | 1 – 0                                 | EK 1984                               |                                       |
| 11                                    | 23 juni 1984                          | Frankrijk – Portugal                       | 3 – 2                                 | EK 1984                               |                                       |
| 12                                    | 27 juni 1984                          | Frankrijk – Spanje                         | 2 – 0                                 | EK 1984                               |                                       |
| Als speler van FC Nantes              |                                       |                                            |                                       |                                       |                                       |
| 13                                    | 21 augustus 1985                      | Frankrijk – Uruguay                        | 2 – 0                                 | Artemio Franchi Cup                   |                                       |
| 14                                    | 11 september 1985                     | Duitse Democratische Republiek – Frankrijk | 2 – 0                                 | Kwalificatie WK 1986                  |                                       |
| 15                                    | 30 oktober 1985                       | Frankrijk – Luxemburg                      | 6 – 0                                 | Kwalificatie WK 1986                  |                                       |
| 16                                    | 16 november 1985                      | Frankrijk – Joegoslavië                    | 2 – 0                                 | Kwalificatie WK 1986                  |                                       |
| 17                                    | 26 februari 1986                      | Frankrijk – Noord-Ierland                  | 0 – 0                                 | Vriendschappelijk                     |                                       |
| 18                                    | 26 maart 1986                         | Frankrijk – Argentinië                     | 2 – 0                                 | Vriendschappelijk                     |                                       |
| 19                                    | 28 juni 1986                          | België – Frankrijk                         | 2 – 4                                 | WK 1986                               |                                       |
| 20                                    | 19 november 1986                      | Duitse Democratische Republiek – Frankrijk | 0 – 0                                 | Kwalificatie EK 1988                  |                                       |
| Als speler van Olympique Marseille    |                                       |                                            |                                       |                                       |                                       |
| 21                                    | 12 augustus 1987                      | West-Duitsland – Frankrijk                 | 2 – 1                                 | Vriendschappelijk                     |                                       |
| 22                                    | 18 november 1987                      | Frankrijk – Duitse Democratische Republiek | 0 – 1                                 | Kwalificatie EK 1988                  |                                       |
| 23                                    | 27 januari 1988                       | Israël – Frankrijk                         | 1 – 1                                 | Vriendschappelijk                     |                                       |
| 24                                    | 5 februari 1988                       | Frankrijk – Marokko                        | 2 – 1                                 | Vriendschappelijk                     |                                       |
| 25                                    | 23 maart 1988                         | Frankrijk – Spanje                         | 2 – 1                                 | Vriendschappelijk                     |                                       |
| Als speler van Paris Saint-Germain    |                                       |                                            |                                       |                                       |                                       |
| 26                                    | 16 augustus 1989                      | Zweden – Frankrijk                         | 2 – 4                                 | Vriendschappelijk                     |                                       |
| 27                                    | 5 september 1989                      | Noorwegen – Frankrijk                      | 1 – 1                                 | Kwalificatie WK 1990                  |                                       |
| 28                                    | 11 oktober 1989                       | Frankrijk – Schotland                      | 3 – 0                                 | Kwalificatie WK 1990                  |                                       |

## Clubstatistieken
| Seizoen | Club                | Competitie | Competitie | Competitie | Beker | Beker | Internationaal | Internationaal | Totaal | Totaal |
| Seizoen | Club                | Competitie | Wed.       | Dlp.       | Wed.  | Dlp.  | Wed.           | Dlp.           | Wed.   | Dlp.   |
| ------- | ------------------- | ---------- | ---------- | ---------- | ----- | ----- | -------------- | -------------- | ------ | ------ |
| 1976/77 | Stade Brestois      | Division 2 | 1          | 0          | 0     | 0     | —              | —              | 1      | 0      |
| 1977/78 | Stade Brestois      | Division 2 | 12         | 0          | 0     | 0     | —              | —              | 12     | 0      |
| 1978/79 | Stade Brestois      | Division 2 | 33         | 8          | 3     | 0     | —              | —              | 36     | 8      |
| 1979/80 | Stade Brestois      | Division 1 | 27         | 2          | 1     | 0     | —              | —              | 28     | 2      |
| 1980/81 | Stade Brestois      | Division 2 | 27         | 3          | 0     | 0     | —              | —              | 27     | 3      |
| 1981/82 | Stade Brestois      | Division 1 | 31         | 2          | 3     | 0     | —              | —              | 34     | 2      |
| 1982/83 | Stade Brestois      | Division 1 | 36         | 8          | 7     | 2     | —              | —              | 43     | 10     |
| 1983/84 | AS Monaco           | Division 1 | 36         | 4          | 10    | 2     | —              | —              | 46     | 6      |
| 1984/85 | AS Monaco           | Division 1 | 13         | 2          | 6     | 3     | 1              | 0              | 20     | 5      |
| 1985/86 | FC Nantes           | Division 1 | 37         | 6          | 1     | 1     | 8              | 1              | 46     | 8      |
| 1986/87 | FC Nantes           | Division 1 | 34         | 3          | 1     | 0     | 1              | 0              | 36     | 3      |
| 1987/88 | Olympique Marseille | Division 1 | 31         | 2          | 1     | 0     | 7              | 0              | 39     | 2      |
| 1988/89 | Olympique Marseille | Division 1 | 32         | 2          | 7     | 0     | —              | —              | 39     | 2      |
| 1989/90 | Paris Saint-Germain | Division 1 | 13         | 1          | 0     | 0     | 2              | 0              | 15     | 1      |
| Totaal  | Totaal              | Totaal     | 363        | 43         | 40    | 8     | 19             | 1              | 422    | 52     |

## Erelijst
AS Monaco
- Frans bekerwinnaar

1984/85
- Alpencup

1983, 1984
 Olympique Marseille
- Frans landskampioen

1988/89
- Frans bekerwinnaar

1988/89
 Frankrijk
- Europees kampioenschap

Eerste 1984
- Wereldkampioenschap

Derde 1986